# Jørn Fabricius
Jørn Fabricius (født 9. december 1936, død 27. januar 2023) var en dansk forfatter, producer og arkitekt.

## Karriere
Jørn Fabricius blev uddannet arkitekt fra Kunstakademiet i 1964. Han debuterede som forfatter i 1967 med romanen Den uskyldige. Han blev uddannet som filminstruktør ved Den Danske Filmskole i 1971 og udgav året efter, i 1972, en rejseberetning om Færøerne, Lystfiskernes paradis.
Senere har han lavet en del tv, både som manuskriptforfatter, instruktør og producer. Han var blandt andet producer på nogle af Uha-uha-episoderne samt en række andre underholdningsprogrammer.

## Filmografi
- Gæsterne (1971)
- Hjerneskader hos børn (dokumentarfilm 1972)
- Skyttelavet (dokumentarfilm 1975)